# Bernard B. Jacobs Theatre
Il Bernard B. Jacobs Theatre, precedentemente noto come Royale Theatre e John Golden Theatre, è un teatro di Broadway, sito nel quartiere di Midtown Manhattan.

## Storia
Progettato da Herbert J. Krapp, il teatro aprì al pubblico l'11 gennaio 1927, con il nome di Royale Theatre. L'impresario John Golden affittò il teatro tra il 1932 e il 1937, ribattenzandolo con il proprio nome. Alla fine degli anni 30 il teatro fu acquistato dalla Shubert Organization, che lo affittò alla CBS Radio. Negli anni 40 il teatro tornò alla sua funzione originale e nel 2005 fu rinominato in onore di Bernard B. Jacobs. Nel corso della sua storia il teatro ha ospitato le prime mondiali o a Broadway di importanti opere di prosa e musical, tra cui The Immoralist (1954), Lo zoo di vetro (1946), La notte dell'iguana (1961), La signora amava le rose (1964), Art (1998), Le Dieu du Carnage (2009) e The Ferryman (2018), oltre ad apprezzati revival di A Raisin in the Sun (2004), Glengarry Glen Ross (2005), Tradimenti (2019) e Company (2020). Dal marzo 2020 al gennaio 2021 il teatro resta chiuso a causa della Pandemia di COVID-19 del 2019-2021.
Nel corso degli anni, le scene del Bernard B. Jacobs Theatre sono state calcate da importanti star internazionali del calibro di James Dean, Glenn Close, Denzel Washington, Frances McDormand, Tom Hiddleston, Patti LuPone, Whoopi Goldberg, Madonna e Bernadette Peters.